# Вівчарик оливковий

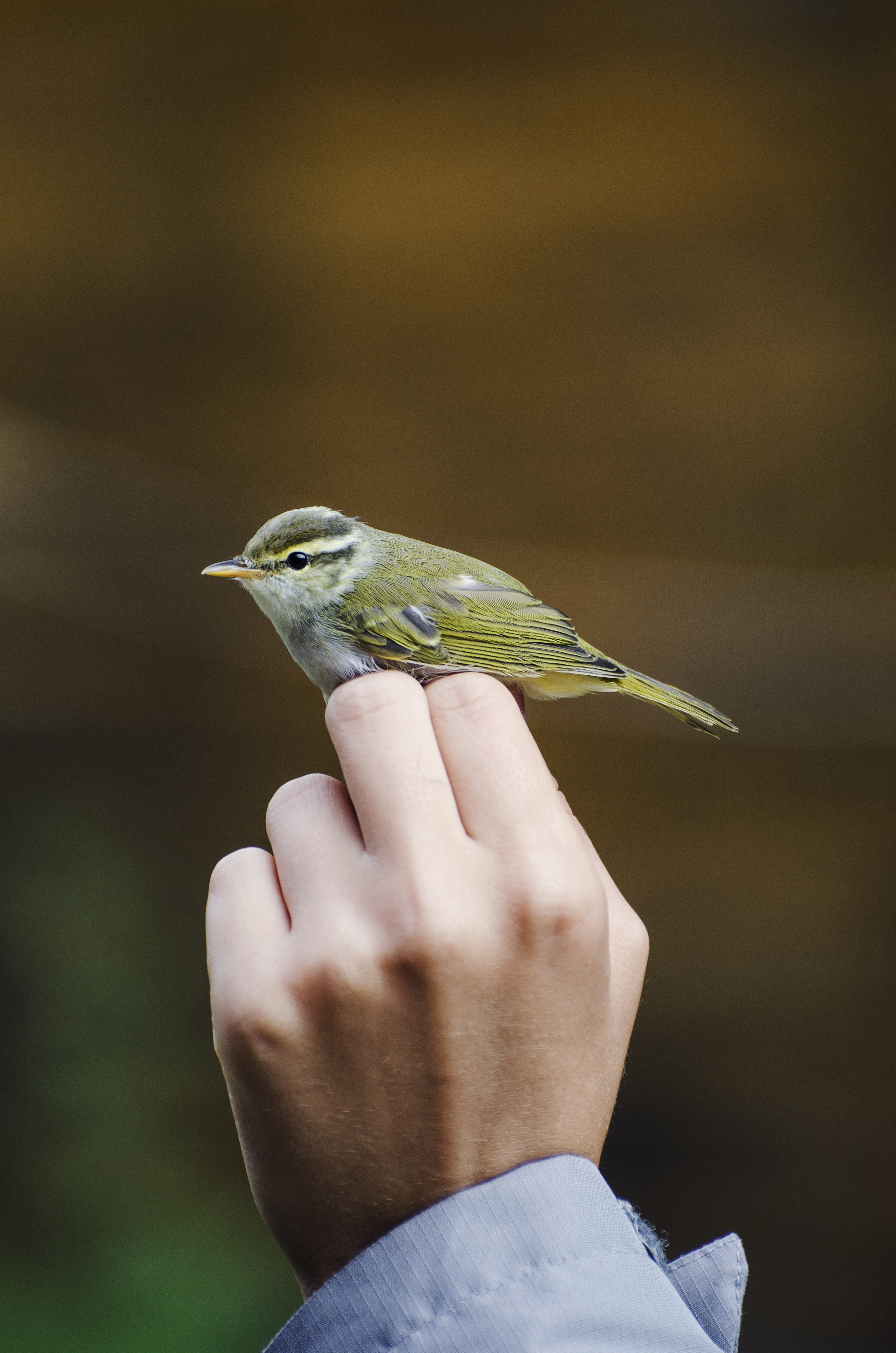
Оливковий вівчарик

Вівча́рик оливковий (Phylloscopus coronatus) — вид горобцеподібних птахів родини вівчарикових (Phylloscopidae). Гніздиться в Північно-Східній Азії, зимує в Південно-Східній Азії.

## Опис
Довжина птаха становить 11-12 см. Верхня частина тіла темно-оливково-зелена, нижня частина тіла біла. На тімені нечітка жовтувата смуга, окаймлена з боків сірими смугами, над очима довгі жовтувато-білі "брови", через очі ідуть темні смуги, щоки темно-жовті. На крилах є одна білувата смуга. Дзьоб міцний, блідий, лапи темні.

## Поширення і екологія
Оливкові вівчарики гніздяться в Приамур'ї на Далекому Сході Росії, на заході Маньчжурії, на Корейському півострові, на островах Японського архіпелагу та на Сахаліні. Взимку вони мігрують до Центрального Китаю (східний Сичуань, Чунцін), а також до південної М'янми, південного Таїланду, південної Камбоджі, на Малайський півострів та на острови Суматра і Ява. Бродячі птахи спостерігалися в Європі. Оливкові вівчарики живуть в широколистяних і мішаних лісах, на узліссях і галявинях, на берегах річок і озер. Зимують в мішаних і вічнозелених тропічних лісах, в мангрових і чагарникових заростях, на висоті до 1830 м над рівнем моря. Живляться дрібними комахами і павуками, яких шукають в чагарниках і кронах дерев. Сезон розмноження триває з середини травня по липень. Гніздо кулеподібне, робиться з сухої трави, моху і листя, розміщується на землі під чагарником, іноді в заростях невисоко над землею. В кладці від 4 до 7 яєць. Оливковів вівчарики іноді стають жертвами гніздового паразитизму глухої зозулі.